# Grene Å
Grene Å er et ca. 6,3 km langt  tilløb fra sydøst, til den øverste del af Grindsted Å i Billund Kommune. Den har udgangspunkt ca. 3,5 km sydvest for Billund ved sammenløbet af Nørreå og Vesterbæk. Den løber mod nordvest,  langs Gyttegårds Plantage og det fredede hedeområde Grene Sande, der er en del af  Natura 2000-område nr. 85 Hedeområder ved Store Råbjerg. Den løber ud i Grindsted Å, knap seks kilometer øst for Grindsted og ca. syv kilometer vest for Billund. Åen snor sig gennem skov, krat og eng med afvekslende vegetation, med mulighed for at fange bækørreder og gedder. 
Øst for åen ved Grenegård, ligger tomten efter Grene gamle kirke, der blev nedrevet i 1891,  men kirkedige og   den tilhørende kirkegård kan stadig ses, ligesom omridset af den gamle kirke er  markeret .

## Eksterne kilder og henvisninger
1. ↑  "Grene gamle kirke". Arkiveret fra originalen 28. august 2016. Hentet 25. juni 2016.

- Om Grene Å på visitdenmark.dk

|  | Denne artikel om lokaliteten Grene Å kan blive bedre, hvis der indsættes et (bedre) billede. Du kan hjælpe ved at afsøge Wikimedia Commons for et passende billede eller lægge et op på Wikimedia Commons med en af de tilladte licenser og indsætte det i artiklen. |

55°44′15.54″N 9°1′51.53″Ø / 55.7376500°N 9.0309806°Ø